# Krasnoje Echo
Krasnoje Echo (ros. Красное Эхо) – osiedle w Rosji, w obwodzie włodzimierskim, w rejonie guś-chrustalnym. W 2010 liczyło 2022 mieszkańców.